# Alberta Watson
Pour les articles homonymes, voir Watson.
Alberta Watson, née le 6 mars 1955 à Toronto et morte le 21 mars 2015 dans sa ville natale, est une actrice canadienne.

## Biographie
Watson est née et a grandi à Toronto, Ontario, en 1955. Sa mère était ouvrière. Elle a un frère. Dès son plus jeune âge, Alberta Watson se produit dans un théâtre local de son Canada natal, en particulier au T.H.O.G. (Theater House of God) à l’église Bathurst Street United Church. Après un premier rôle remarqué au cinéma dans Les Femmes de 30 ans, elle s'envole vers les États-Unis et joue dans le film d'horreur La Forteresse noire (1983) parmi d'autres longs-métrages. En 1995, elle interprète la mère d'un pirate informatique dans Hackers, avant d'apparaître aux côtés de Ian Holm deux ans plus tard dans De beaux lendemains.
Le grand public la découvre grâce à son rôle de Madeline dans les 5 saisons de La Femme Nikita (1997). En 2004, elle devient directrice de la Cellule Anti-Terroriste dans 24 heures chrono. 
En 2011 elle joue le rôle de Madeline Pierce (sénatrice) dans la saison 2 de la série Nikita.
Alberta Watson meurt à la suite d'un combat contre le cancer. C'est son agent qui a annoncé le décès de l’actrice canadienne. La comédienne venait de fêter ses 60 ans, quelques jours plus tôt. Elle avait été diagnostiquée d'un cancer des ganglions en 1998 mais avait continué à apparaitre dans des productions télévisées.

## Filmographie
Sauf indication contraire, les informations mentionnées dans cette section peuvent être confirmées par la base de données cinématographiques IMDb,  présente dans la section « Liens externes ».

### Cinéma
- 1978 : Le Jeu de la puissance (Power Play) de Martyn Burke : Donna
- 1978 : Les Femmes de 30 ans (In Praise of Older Women) de George Kaczender : Mitzi
- 1979 : Raide mort (en) (Stone Cold Dead) de George Mendeluk : Olivia Page
- 1979 : Exposure (court métrage) de Angelo Stea : Barbara
- 1980 : Virus (Fukkatsu no hi) de Kinji Fukasaku : Litha (non créditée)
- 1981 : Accroche-toi, j'arrive (en) (Dirty Tricks) de Alvin Rakoff : Tony
- 1981 : Haute surveillance (Black Mirror) de Pierre-Alain Jolivet : Tina
- 1982 : Le Soldat (The Soldier) de James Glickenhaus : Susan Goodman
- 1983 : La Forteresse noire (The Keep) de Michael Mann : Eva Cuza
- 1984 : Best Revenge (en) de John Trent (en): Dinah
- 1987 : White of the Eye de Donald Cammell : Anne Mason
- 1989 : Destiny to Order de Jim Purdy : Thalia / Marla / Nicole
- 1991 : L'Arme secrète (The Hitman) de Aaron Norris : Christine De Vera
- 1992 : Zebrahead (en) de Anthony Drazan : Phyliss
- 1994 : Spanking the Monkey de David O. Russell : Susan Aibelli
- 1995 : What's His Face (court métrage) de Scott Beveridge : Woman
- 1995 : Hackers de Iain Softley : Lauren Murphy
- 1996 : Shoemaker (en) de Colleen Murphy : Anna
- 1996 : Sweet Angel Mine (en) de Curtis Radclyffe : Megan
- 1997 : De beaux lendemains (The Sweet Hereafter) de Atom Egoyan : Risa Walker
- 1998 : L'ombre d'un doute (Seeds of Doubt) de Peter Foldy : Jennifer Kingsley
- 1999 : The Life Before This (en) de Jerry Ciccoritti : Nita
- 2000 : Désir (en) (Desire) de Colleen Murphy : Simone
- 2000 : Deeply de Sheri Elwood : Fiona McKay
- 2001 : Hedwig and the Angry Inch de John Cameron Mitchell : Hansel's Mom / Hedwig Schmitt
- 2001 : Tart de Christina Wayne : Lily Storm
- 2001 : The Art of Woo (en) de Helen Lee : Caterin Aucoin
- 2002 : The Wild Dogs (en) de Thom Fitzgerald : Natalie
- 2004 : Le Prince et Moi (The Prince & Me) de Martha Coolidge : Amy Morgan
- 2004 : My Brother's Keeper de Jordan Barker : Helen Woods
- 2004 : Irish Eyes de Daniel McCarthy : Anne Phelan
- 2004 : Some Things That Stay de Gail Harvey : Liz Anderson
- 2006 : Citizen Duane (en) de Michael Mabbott : Bonnie Balfour
- 2006 : Loin d'elle (Away from Her) de Sarah Polley : Dr Fischer
- 2006 : A Lobster Tale de Adam Massey : Martha Brewer
- 2007 : The Lookout de Scott Frank : Barbara Pratt
- 2008 : Growing Op de Michael Melski : Marilla
- 2009 : Helen (en) de Sandra Nettelbeck : Dr Sherman
- 2009 : The Spine (court métrage) de Chris Landreth : Mary Rutherford (voix)

### Télévision

#### Séries télévisées
- 1980 : King of Kensington (en) : Mitzi (saison 5, épisode 19)
- 1984 : Capitaine Furillo (Hill Street Blues) : une prostituée (saison 5, épisode 8)
- 1984 : Le Voyageur (The Hitchhiker) : Jill Friedlander (saison 2, épisode 2)
- 1985 : Le pouvoir et la gloire (Kane & Abel) : Zofia Rosnovski (mini-série)
- 1985-1989 : Equalizer (The Equalizer) : Carla Holden / Taffy Gould (saison 1, épisode 8 et saison 4, épisode 18)
- 1986 : Fortune Dane (en) : Amy Steiner (saison 1, épisode 1)
- 1987-1988 : Buck James (en) : Rebecca Meyer (19 épisodes)
- 1987-1989 : Street Legal (en) : Mercedes Puentes / Maria Lopez (saison 1, épisode 6 et saison 4, épisode 2)
- 1990 : Médecin à Honolulu (en) (Island Son) : Nina Delaney (saison 1, épisode 18)
- 1990 : The Grand (en) (Grand) : Andrea (saison 2, épisode 4)
- 1991-1992 : New York, police judiciaire (Law and Order) : Miss Hanley / Angela Brandt (saison 2, épisode 11 et saison 3, épisode 1)
- 1993 : Matrix : Marie Sands (saison 1, épisode 10)
- 1995 : Au-delà du réel : L'aventure continue  (The Outer Limits) : Lynda Tillman (saison 1, épisode 20)[3]
- 1997-2001 : La Femme Nikita : Madeline (89 épisodes)
- 2000 : Soul Food : Les Liens du sang : juge Olivia Delaney (saison 1, épisode 2)
- 2003 : Missing : Disparus sans laisser de trace (1-800-Missing) : Mrs Mastriani (saison 1, épisode pilote)
- 2004 : Puppets Who Kill (en) : Juge (saison 2, épisode 1)
- 2004 : The Newsroom (en) : Susan (4 épisodes)
- 2004 : Show Me Yours (en) : Toni Bane (8 épisodes)
- 2004-2005 : 24 Heures chrono : Erin Driscoll (saison 4)
- 2006 : At the Hotel (en) : Camille (mini-série)
- 2006 : Angela's Eyes : Lydia Anderson (6 épisodes)
- 2008 : The Border : Suzanne Fleischer (10 épisodes)
- 2010 : Heartland : Sarah Craven (saison 4, épisode 5)
- 2011-2012 : Nikita : Sénatrice Madeline Pierce (9 épisodes)

#### Téléfilms
- 1980 : War Brides (en) de Martin Lavut : Norma
- 1980 : Passengers de Vic Sarin : ?
- 1983 : I Am a Hotel (en) de Allan F. Nicholls : Suzanne
- 1985 : Meurtre dans l'espace (en) (Murder in Space) de Steven Hilliard Stern : Dominica Mastrelli
- 1986 : Prisonnières des Japonais (Women of Valor) de Buzz Kulik : Lt. Helen Prescott
- 1989 : Frères de sang (Red Earth, White Earth) de David Greene : ?
- 1989 : Le Coup de Shannon (Shannon's Deal) de Lewis Teague : Terry Lomax
- 1993 : Relentless: Mind of a Killer de John Tiffin Patterson : Ellen Giancola
- 1994 : Un coupable idéal (Jonathan Stone: Threat of Innocence) de Michael Switzer : Deborah Walsh Bradford
- 1995 : A Child Is Missing de John Power : Agent Lynette Graham
- 1996 : Gotti de Robert Harmon : Victoria Gotti
- 1996 : Giant Mine (en) de Penelope Buitenhuis : Peggy Witte
- 1998 : Innocence fatale (The Girl Next Door) de Eric Till : Mary Bradley
- 2001 : After the Harvest de Jeremy Podeswa : Amelia Gare
- 2001 : Chasing Cain de Jerry Ciccoritti : Denise McGoogan
- 2002 : Coupable par amour (Guilt by Association) de Graeme Campbell : Angie
- 2002 : Chasing Cain II : Face de Jerry Ciccoritti : Détective Denise McGoogan
- 2003 : The Risen de Jeff Beesley : Amanda Knowles
- 2003 : Penguins Behind Bars de Janet Perlman : Babs (voix)
- 2005 : Choice: The Henry Morgentaler Story de John L'Ecuyer : Chava Rosenfarb-Morgentaler
- 2005 : L'Héritage de la passion (Murder in the Hamptons) de Jerry Ciccoritti : l'avocate de Ted